# 2021 год в авиации
Список событий в авиации в 2021 году.

## События
- 11 февраля — упразднена авиакомпания Air Namibia[источник не указан 1087 дней].
- 11 июня — упразднена бельгийская авиакомпания Air Antwerp[источник не указан 1087 дней].
- 14 октября — упразднена крупнейшая итальянская авиакомпания Alitalia[1].
- 16 декабря — последний произведённый Airbus A380 передан авиакомпании Emirates[2].
- 29 декабря — российский самолёт МС-21-300 получил базовый сертификат типа[3].

### Катастрофы
- 9 января — Boeing 737-524 авиакомпании Sriwijaya Air разбился после вылета из Джакарты.[4]